# Катич, Миро
Миро Катич (босн. Miro Katić; 2 февраля 1974, Сплит, СФРЮ) — боснийский футболист, полузащитник.

## Карьера

### Клубная
Начинал профессиональную карьеру в загребском «Динамо», за который провёл три матча во втором чемпионате Хорватии. Далее играл за хорватские «Шибеник» и «Осиек». С 1994 по 1996 год выступал за клуб «Кроация». В 1996 году перебрался в «Хрватски Драговоляц», где играл на протяжении 2 лет. С 2001 по 2002 год в Боснии и Герцеговине играл за «Широки Бриег». Весной 2003 года перешёл в российский «Торпедо-Металлург». В Премьер-лиге дебютировал 15 марта в домашнем матче 1-го тура против московского «Спартака», выйдя на замену Йонасу Валлерстедту на 78-й минуте матче и отметившись предупреждением на 81-й минуте той встречи. Всего в том сезоне за «Торпедо-Металлург» провёл 7 матчей, забитыми мячами не отметился и по окончании сезона в декабре того же года был выставлен на трансфер. После чего вернулся в Хорватию и играл за «Меджимурье», далее выступал на родине за «Посушье». После чего играл за «Солин». Завершал карьеру в «Сплите».

### В сборной
За национальную сборную Боснии и Герцеговины в 2002 году провёл 1 матч.